# 三笘薫
三笘 薫（みとま かおる、1997年5月20日 - ）は、大分県大分市生まれ、神奈川県川崎市出身のプロサッカー選手。プレミアリーグ・ブライトン・アンド・ホーヴ・アルビオンFC所属。ポジションはミッドフィールダー。日本代表。
「三苫」と誤って表記されることがあるが、竹冠の「三笘」が正しい。兄は俳優、ファッションモデルの結木滉星。祖父母は大分県日田市出身である。

## 幼少期
兄の影響でサッカーを始める。所属する小学校のグラウンドで活動するクラブさぎぬまSCでプレーしたのち川崎フロンターレU-10に加入した。高校卒業まで川崎の下部組織に所属。トップチームへの昇格も打診されていたが、まだプロで活躍できる確信が持てないという理由から高校卒業時点でのトップ昇格は断り、スポーツ推薦で筑波大学体育専門学群へ進学。

### 筑波大学
大学2年次の2017年6月21日、天皇杯2回戦・ベガルタ仙台戦で2得点を挙げ勝利に貢献した。同年8月にはユニバーシアード日本代表に選出され、台北で行われた2017年夏季ユニバーシアードで金メダルを獲得。同年9月、川崎フロンターレの特別指定選手に承認され、選手登録された。2018年7月、2020年シーズンから川崎への加入内定が発表された。2018年、2019年も特別指定選手として川崎に選手登録され、2019年9月8日、ルヴァンカップ・準々決勝第2戦の名古屋グランパス戦でトップチームデビュー。

## クラブ経歴

### 川崎フロンターレ
川崎フロンターレへの加入内定が発表されたのは筑波大3年次の2018年7月13日のことで加入は2020年シーズンから。川崎の選手としての公式戦デビューは筑波大4年次に特別指定 されて臨んだ2019年9月8日のルヴァンカップ準々決勝第2戦の名古屋戦で後半86分からの出場だった。なお、2018年8月10日にも背番号34番として特別指定されている。2020年に川崎フロンターレに入団。2月22日、開幕戦のサガン鳥栖戦で途中交代しプロとしてデビューした。プロでの初ゴールは2020年7月26日、第7節・湘南ベルマーレ戦でのこと。同試合から8月20日の第11節・セレッソ大阪戦までの期間で公式戦5試合連続ゴールを記録した。10月14日、サンフレッチェ広島戦では新人史上5人目となる2桁得点を記録。最終的には13得点12アシストを記録し、ベストイレブン、投票数では最優秀選手を上回る活躍 で川崎のJ1リーグと天皇杯優勝の2冠達成に貢献した。2021年2月20日に行われたゼロックススーパーカップの試合では2得点を決めた。

### ブライトン
東京オリンピック終了後の2021年8月10日にイングランド・プレミアリーグのブライトン・アンド・ホーヴ・アルビオンに完全移籍。移籍金は、Jリーグから海外に渡ったケースでは史上最高額となる推定300万ユーロ（約3億9000万円）。しかしA代表経験がないことからイギリスの労働許可証が発給されないため、ベルギー・ファースト・ディビジョンA所属のロイヤル・ユニオン・サン＝ジロワーズへ期限付き移籍。

### ユニオンSG（期限付き）
2021年9月12日、第7節のヘンク戦で移籍後初出場を果たした。9月21日、ベルギー・カップの5回戦で初先発し、移籍後公式戦初得点をマーク。10月16日の対スラン戦では、2点ビハインドに加えて1人少ない状況で後半から出場し、ハットトリックを達成しチームを逆転勝利へと導いた。

### ブライトン復帰
2022年夏から、所属元のブライトンに復帰することが発表された。7月16日、プレシーズンマッチのエストリル戦で後半開始から出場。後半20分にブライトンデビュー戦でのゴールを決めた。8月13日、第2節のニューカッスル・ユナイテッド戦の後半74分にプレミアデビューを果たす。10月29日、プレミアリーグ第14節チェルシー戦でプレミア初先発すると、開始5分にドリブルでペナルティエリア内に侵入し、相手の間を抜く絶妙なラストパスで、加入後初アシストを決めた。11月5日、プレミアリーグ第15節ウルヴァーハンプトン・ワンダラーズ戦で前半44分にプレミア初ゴールを決める。12月31日に行われた、アーセナル戦で通算2得点目となるゴールを決め、このゴールがクラブ月間最優秀ゴール賞に選出された。
2023年1月14日、プレミアリーグ第20節のリヴァプール戦では、3-0の勝利に貢献。この活躍によってプレミアリーグ第20節におけるベストイレブンに選出された。1月21日、プレミアリーグ第21節のレスター・シティ戦では、前半27分に味方から受けたボールを自らのドリブルでペナルティアークの手前に入り込み、ゴール右上隅に鮮やかなミドルシュートを決めた。この試合でプレミアリーグにおいては自身初のMOMに選出され、2週連続の週間ベストイレブンに輝いた。1月29日、FAカップ4回戦でリヴァプールと対戦。三笘は左サイドハーフで公式戦7試合連続先発出場を果たすと、1−1で迎えたアディショナルタイムの92分に決勝ゴールを決めた。決勝ゴールは、山なりのクロスを右足のアウトサイドでトラップし、ボレーシュートを打つと見せかけフェイントでDFを外し、再度ボールを浮かせて、そのまま右足アウトサイドキックで決めたもので、英メディアでも魔法のようだと絶賛された。2月4日、プレミアリーグ第22節ボーンマス戦では、終了間際の87分にヘディングで決勝ゴールを挙げた。3月4日、プレミアリーグ第26節ウェストハム戦、1アシスト1ゴールを挙げる。3月4日に行われた第23節のウェストハム戦にて味方のクロスにファーで待っていた三笘は絶妙な動き出しを見せ右足アウトシュートでゴールに流し込んだ。三笘はこの得点で今季のプレミアリーグ得点数を6とした。これでマンチェスター・ユナイテッド時代の香川真司、レスター時代の岡崎慎司が持つ日本人選手のプレミアリーグ1シーズン最多得点記録に並んだ。
3月19日、FAカップで今季公式戦9ゴール目を決め、チームの4強進出に貢献。 FAカップの公式ツイッターから、4強入りを果たしたチームの“顔”として選出された。4月1日に行われた第29節のブレントフォード戦ではループシュートを決めて今季のプレミアリーグ得点数を7とし、日本人選手のプレミアリーグ1シーズン最多得点記録を更新した。
2023-24シーズンもレギュラーとして出場。8月15日に行われたリーグ第2節のウルヴァーハンプトン戦でシーズン初ゴールを決めると、その得点が9月15日に8月のプレミアリーグ月間最優秀ゴールに選出された。しかし、12月21日のリーグ第18節のクリスタル・パレス戦を最後に腰の怪我で欠場が続き、2024年2月に監督のロベルト・デ・ゼルビが会見で三笘が腰の怪我で残りのシーズンの試合出場が無理な事を明かした。
2024-25シーズン、監督がファビアン・ヒュルツェラー監督に交代して以降も序盤からレギュラー出場している。2025年1月16日のイプスウィッチ・タウン戦でシーズン4ゴール目を挙げ、岡崎慎司の持つ同リーグ最多得点記録（リーグ戦のみ）に並んだ。また次節のマンチェスター・ユナイテッド戦にてシーズン5ゴール目を挙げ、同リーグ日本人最多得点記録を更新した。第25節のチェルシー戦で挙げたゴールが、自身2度目のプレミアリーグ月間最優秀ゴールに選出された。
5月19日、プレミアリーグ第37節のリヴァプール戦で、途中出場から後半24分に同点ゴールとなるボレーシュートを決め、プレミアリーグでの日本人初となるシーズン二桁得点を達成、3-2での逆転勝利に貢献した。

## 代表経歴
2021年7月、2021年に行われる東京オリンピックのU-24サッカー日本代表に選出された。8月6日の3位決定戦のU-24メキシコ戦では後半33分に1点を返すゴールを決めるも、チームは1-3で敗れ4位に終わった。
2021年11月、2022 FIFAワールドカップ・アジア3次予選に向けた日本代表に初選出された。11月17日、同予選のオマーン戦で後半から途中出場し、決勝点となる伊東純也のゴールをアシストした。
2022年3月25日、アウェーのオーストラリア戦では途中出場から決勝ゴールを含む2得点を決める活躍でワールドカップ出場に貢献した。
2022年11月1日、FIFAワールドカップに臨む日本代表に選出された。グループリーグ全3試合に出場。第3戦目のスペイン戦では、後半6分に堂安律が右サイドからグラウンダーのクロスを上げ、そのボールが逆サイドに流れてボールがラインを割る寸前で三笘が折り返し、そのボールを田中碧が押し込んだ。ボールがラインを割った可能性について2分間VARのチェックが入り、その結果得点が認められ田中の逆転ゴールをアシスト、チームは勝利し1位通過でグループステージを突破した。この得点は「三笘の1ミリ」として、日本国内だけでなく世界的にも話題を集め、最終的にはFIFAが公式サイトで説明を行った。決勝トーナメント1回戦でクロアチアと対戦。延長戦の後のPK戦でキッカーを務めたが、南野拓実、吉田麻也と同じく失敗、敗戦しベスト16で大会を終えた。この大会では全4試合に出場。スタメン出場は無かったが、全試合で途中出場から流れを変える活躍をしてベスト16進出に貢献した。冨安健洋、田中碧、前田大然と共にイギリスBBCによるGLベストイレブンにも選ばれた。
2024年1月1日、アジアカップに臨む日本代表メンバーとして選出された。なお、12月21日に行われたプレミアリーグ第21節のクリスタル・パレス戦で左足首を負傷し全治4～6週間と診断された後の招集であり、ブライトンのロベルト・デ・ゼルビ監督はこの招集に驚きを示した。大会期間中もリハビリを継続していたが、初戦のベトナム戦後に全体練習に初参加した。決勝トーナメント1回戦のバーレーン戦で後半22分から途中出場しアジアカップデビューを果たした。準々決勝のイラン戦でも後半22分から途中出場したが、後半アディショナルタイムに逆転を許して敗退した。前述の怪我の影響もあり、大会を通して2試合の途中出場に留まった。
2024年9月5日、FIFAワールドカップ予選の中国戦でアジアカップ2023以来となる出場を果たした。前半終了直前に433日ぶりのゴールを決め、チームを大勝に導いた。

## プレースタイル
左サイドハーフを主戦場とするが、左ウイング（左攻撃的ミッドフィールダー）、3トップの左フォワード、左ウイングバックも務められ、更には左サイドバックでのプレー経験まである。
ドリブルの突破力に特徴があり、形勢不利な状況でも果敢にドリブルを試みる。爆発的なスピードや派手なテクニックがなくとも、細かいタッチや緩急の変化で抜いていく様は「ヌルヌルドリブル」と表される。
川崎の鬼木達監督(現鹿島監督)は「一気に0から100を出せる選手は一定数いるが、100から0に止まれる選手はなかなかいない」「彼のドリブルはぐっといこうとした瞬間に、相手が先に動いてしまうので、何もしない間に花道が開いている」と評価した。
元日本代表MF松井大輔は、三笘のドリブルについて「彼がずっとイメージしていた、相手をしっかりと置き去りにできるボールの持ち方、抜けるタイミングというのを本人がもう熟知している」と指摘。そのうえで、松井自身も得意とする“ドリブル”と「何が違うのか」について、「（自分と違って）三笘さんは足が速い。初速が違う。こういう風にしたら抜けるというのをずっと考えている。自分で作り上げた理論を持ってドリブルをする。理詰めのドリブルは彼にしかできない」と見解を述べている。
ドリブラーの永井雄一郎は三笘について「ファーストタッチからの入りが速い」「ボールの置き場所がいい」「フェイントを入れずスピードが落ちない」「姿勢が良く周りが見えている」と解説する。
同じくドリブラーの前園真聖は「右足のインステップ（甲）に近いアウトサイド（外側）でボールをこすりながら動かすことで、自然な足の動きのままボールに触ることができる」「ブラジルのネイマールなども同じようなドリブルをしているが、このボールタッチは技術的には非常に難しい」とみている。
2022年3月の時点で乾貴士から「三笘君は別格。ドリブルはレベルが違う。それだけじゃなくて、シュートもうまいし、パスもうまい。ベルギーからプレミアリーグみたいな高いレベルのリーグに早くステップアップしてほしいし、代表でもレギュラーに定着してもらいたいと思います。やっぱり先々を考えても三笘君がいると全然違うと思うんで、ホントに楽しみですね」 と評され、乾は本田圭佑のNowVoiceでの実況配信に登場した際に本田に「（三笘は）どこが凄いの?」と質問され「ボールタッチのセンスもめちゃめちゃある。センスだらけ。あの子はレベル違いますよ。曜一朗くらい」と絶賛し、柿谷曜一朗の名前を出されて、本田も「それはよほどやな」と述べた。また、2023年に乾はJリーグ歴代ベストイレブンに三笘を選出している。
大学時代まではチャンスメーカーだったが、川崎では左サイドからゴール前へ切り込んでシュートを狙う形を磨き、ゴールスコアラーとしての能力が開花。J1新人タイ記録の13得点、新人初の2桁得点・2桁アシストを記録した。また、守備面での成長とチームへの貢献度も評価されている。

森保一監督率いる東京五輪代表や日本代表では、試合後半から投入する攻撃の切り札として起用されている。森保は「彼自体が戦術」「個人で打開できる能力がある選手だからこそ、そこを託している」と期待している。
ワールドカップ2022後の新生森保ジャパンでは、英ブライトンでの活躍もあり、左サイドハーフや左ウイングで先発起用されている。

## エピソード
- 小学生時代の憧れの選手は川崎フロンターレの中村憲剛。小学校の卒業文集に憧れのサッカー選手として中村の名をあげ、三笘がアカデミー所属時にトップチームの中村と手を繋ぎ公式戦に入場したり、プロとして川崎に加入後に中村の現役最後の得点をアシストした。
- 1学年下の田中碧とは同じ小学校、中学校の出身。川崎市鷺沼で活動するサッカークラブさぎぬまSCと川崎フロンターレアカデミーで共にプレーした。三笘はフロンターレU18から大学に進学、田中碧はトップチームへ昇格したが、三笘が大学卒業後に川崎フロンターレに加入し再びチームメイトとなった[88]。2022年のカタールW杯では共に初めてW杯メンバーに選出された。スペイン戦で田中の得点を三笘がアシストし、幼馴染でW杯で共にプレーしゴールを演出するエピソードが話題を集めた[89]。このW杯の影響によりさぎぬまSCへの入団希望などの問い合わせが通常の10倍になった（他にも権田修一と板倉滉がさぎぬまSC出身でカタールW杯に選出されている）[90]。
- 小学校時代は左サイドハーフの他、サイドバック、トップ下、ボランチなども務めていた。高校1年ではボランチやトップ下だったが、高校2年からサイドハーフとして定着した[69]。
- 少年時代には俳優の松重豊が同じマンションで隣に住んでおり、松重宅のリビングのソファーでゲームをしながら母親の帰宅を待たせてもらっていた。2016年以降に双方とも引っ越したものの家族ぐるみの付き合いが続き、2022年のW杯カタール大会に三笘が代表選出された際には、松重が当時を懐かしみつつ大会での活躍を期待するエールを送った[91]。
- 川崎フロンターレU-10時代は飛び抜けた存在で、U-18でも攻撃の中心だったが、「1学年上の三好康児や板倉滉の姿を見て、トップでやれる自信が決定的に足りなかった[92]」「長期的なビジョンでも自分やサッカーを見つめたかった」と高卒プロ入りを回避[93]。関東大学リーグ2部（当時）の筑波大のプレースタイルや個々のレベルの高さに興味を持ち、練習に参加してみて大学進学を決めた[93]。川崎スカウトの向島建は「大学に行って、彼のスケールは間違いなく大きくなった。体つき、スピード感もそうだし、そのスピードの中での質が格段に上がりました」と評価している[94]。授業では運動生理学や栄養学を学び、コンディション回復など、より論理的に身体に気を配るようになった[95]。卒業論文は「サッカーの1対1場面における攻撃側の情報処理に関する研究」と題し[96]、頭にGoProカメラを付けて抜けるドリブルの視線を分析した[97]。2022年ワールドカップ開幕前には、大卒プロ選手という欧州サッカー界では珍しい経歴が海外メディアで取り上げられた[98]。
- 2022年7月、大学時代から交際していた女性と結婚したことを公表[99]。夫人は後に陸上三段跳選手の剱持クリアであると報道された[100][101]。
- テレビ朝日で放送されたスーパー戦隊シリーズの快盗戦隊ルパンレンジャーVS警察戦隊パトレンジャーなどに主演した俳優の結木滉星は実の兄である[102]。
- ノースカロライナ・カレッジ（アメリカ）に所属する三浦成美とは実家が近く幼稚園も一緒の幼馴染であり[103]、三浦は「三笘家とカラオケに行くときのメインは君が代」だったことをTwitterで明かした[104]。
- transfermarktによる2023年12月22日の市場価格更新により、久保建英に次ぐ日本人選手で2番目の市場価値を記録した[105]。
- インタビューにて「対戦した中で最も苦戦した選手」を尋ねられ、イングランド代表のカイル・ウォーカーと答えた[106]。
- 2024年3月、文部科学省は2025年度から教育機関で使用される予定の教科書の検定結果を公表。この中で中学用道徳などの教科書において、登場することが明らかになった[107]。
- 2024年6月、ゼロハリバートン ブランドアンバサダーに就任した[108]。
- 2024年12月、歴代最高の日本人選手は誰だと思うか質問され香川真司と答えた。「攻撃的な選手では香川真司選手。ドルトムントとマンチェスター・ユナイテッドで優勝しましたし、長年日本代表で10番としてチームを背負っていたのはすごいことだと思う」と話した[109]。

## 所属クラブ
- さぎぬまSC（川崎市立鷺沼小学校）
- 2006年 - 2009年 川崎フロンターレU-12（川崎市立鷺沼小学校）
- 2010年 - 2012年 川崎フロンターレU-15（川崎市立有馬中学校）
- 2013年 - 2015年 川崎フロンターレU-18（川崎市立橘高等学校）
- 2016年 - 2019年 筑波大学
  - 2017年9月 - 同年12月 川崎フロンターレ（特別指定選手）
  - 2018年8月 - 同年12月 川崎フロンターレ（特別指定選手）
  - 2019年4月 - 同年12月 川崎フロンターレ（特別指定選手）
- 2020年 - 2021年8月  川崎フロンターレ
- 2021年8月 -  ブライトン・アンド・ホーヴ・アルビオンFC
  - 2021年8月 - 2022年7月  ロイヤル・ユニオン・サン＝ジロワーズ（期限付き移籍）

## 個人成績
| 国内大会個人成績 | 国内大会個人成績 | 国内大会個人成績 | 国内大会個人成績 | 国内大会個人成績 | 国内大会個人成績 | 国内大会個人成績 | 国内大会個人成績 | 国内大会個人成績 | 国内大会個人成績 | 国内大会個人成績 | 国内大会個人成績 |
| 年度             | クラブ           | 背番号           | リーグ           | リーグ戦         | リーグ戦         | リーグ杯         | リーグ杯         | オープン杯       | オープン杯       | 期間通算         | 期間通算         |
| 年度             | クラブ           | 背番号           | リーグ           | 出場             | 得点             | 出場             | 得点             | 出場             | 得点             | 出場             | 得点             |
| 日本             | 日本             | 日本             | 日本             | リーグ戦         | リーグ戦         | リーグ杯         | リーグ杯         | 天皇杯           | 天皇杯           | 期間通算         | 期間通算         |
| ---------------- | ---------------- | ---------------- | ---------------- | ---------------- | ---------------- | ---------------- | ---------------- | ---------------- | ---------------- | ---------------- | ---------------- |
| 2016             | 筑波大           | 20               | -                | -                | -                | -                | -                | 1                | 0                | 1                | 0                |
| 2017             | 筑波大           | 9                | -                | -                | -                | -                | -                | 4                | 2                | 4                | 2                |
| 2019             | 川崎             | 32               | J1               | 0                | 0                | 1                | 0                | -                | -                | 1                | 0                |
| 2020             | 川崎             | 18               | J1               | 30               | 13               | 5                | 3                | 2                | 2                | 37               | 18               |
| 2021             | 川崎             | 18               | J1               | 20               | 8                | -                | -                | 0                | 0                | 20               | 8                |
| ベルギー         | ベルギー         | ベルギー         | ベルギー         | リーグ戦         | リーグ戦         | リーグ杯         | リーグ杯         | ベルギー杯       | ベルギー杯       | 期間通算         | 期間通算         |
| 2021-22          | サン＝ジロワーズ | 18               | ジュピラー       | 27               | 7                | -                | -                | 2                | 1                | 29               | 8                |
| イングランド     | イングランド     | イングランド     | イングランド     | リーグ戦         | リーグ戦         | FLカップ         | FLカップ         | FAカップ         | FAカップ         | 期間通算         | 期間通算         |
| 2022-23          | ブライトン       | 22               | プレミア         | 33               | 7                | 3                | 1                | 5                | 2                | 41               | 10               |
| 2023-24          | ブライトン       | 22               | プレミア         | 19               | 3                | 1                | 0                | 0                | 0                | 20               | 3                |
| 2024-25          | ブライトン       | 22               | プレミア         | 36               | 10               | 1                | 0                | 4                | 1                | 41               | 11               |
| 通算             | 日本             | 日本             | J1               | 50               | 21               | 6                | 3                | 2                | 2                | 58               | 26               |
| 通算             | 日本             | 日本             | 他               | -                | -                | -                | -                | 5                | 2                | 5                | 2                |
| 通算             | ベルギー         | ベルギー         | ジュピラー       | 27               | 7                | -                | -                | 2                | 1                | 29               | 8                |
| 通算             | イングランド     | イングランド     | プレミア         | 88               | 20               | 5                | 1                | 9                | 3                | 102              | 24               |
| 総通算           | 総通算           | 総通算           | 総通算           | 165              | 48               | 11               | 4                | 18               | 8                | 194              | 60               |

- 2017年 - 2019年は特別指定選手（2017年 - 2018年は公式戦出場無し）

| 国際大会個人成績 | 国際大会個人成績 | 国際大会個人成績 | 国際大会個人成績 | 国際大会個人成績 |
| 年度             | クラブ           | 背番号           | 出場             | 得点             |
| UEFA             | UEFA             | UEFA             | UEFA EL          | UEFA EL          |
| ---------------- | ---------------- | ---------------- | ---------------- | ---------------- |
| 2023-24          | ブライトン       | 22               | 6                | 0                |
| 通算             | UEFA             | UEFA             | 6                | 0                |

## タイトル

### クラブ
筑波大学
- 全日本大学サッカー選手権大会（2016年）
- 関東大学サッカーリーグ戦1部（2017年）
- 茨城県サッカー選手権大会（2016年、2017年）

川崎フロンターレ
- Jリーグ（2020年）
- 天皇杯 JFA 全日本サッカー選手権大会（2020年）
- FUJI XEROX SUPER CUP（2021年）

### 代表
ユニバーシアード日本代表
- 夏季ユニバーシアード（2017年、2019年）

全日本大学選抜
- デンソーカップサッカー（2019年）

### 個人
- 関東大学サッカーリーグ戦・ベストイレブン（2017年、2018年、2019年）
- SURUGA I DREAM Award（2017年）
- デンソーカップサッカー・ベストイレブン（2019年）
- Jリーグベストイレブン（2020年）
- JPFAアワード（JPFA）・最優秀選手賞（2022年、2023年）
- JPFAアワード（JPFA）・ベストイレブン（2022年、2023年、2024年）
- プレミアリーグ月間最優秀ゴール（英語版）（2023年8月、2025年2月）[46][48]

## 代表歴
- 国際Aマッチ初出場 - 2021年11月16日 - 2022 FIFAワールドカップ・アジア3次予選 vsオマーン代表（スルタン・カーブース・スポーツ・コンプレックス）
- 国際Aマッチ初得点 - 2022年3月24日 - 2022 FIFAワールドカップ・アジア3次予選 vsオーストラリア代表（スタジアム・オーストラリア）

### 出場大会
- ユニバーシアード日本代表
  - 2017年夏季ユニバーシアード（2017年）
  - 2019年夏季ユニバーシアード（2019年）
- U-20日本代表
  - M-150カップ（2017年）
- U-21日本代表
  - スポーツ・フォー・トゥモロー（SFT）プログラム　南米・日本U-21サッカー交流（2018年）
  - トゥーロン国際大会（2018年）
  - アジア競技大会（2018年）
- 全日本大学選抜
  - デンソーカップサッカー（2019年）
  - DENSO CUP SOCCER 第16回大学日韓（韓日）定期戦（2019年）
- U-22日本代表
  - トゥーロン国際大会（2019年）
  - ブラジル遠征（2019年）
  - キリンチャレンジカップ（2019年）
- U-24日本代表
  - SAISON CARD CUP 2021（2021年）
  - 東京オリンピック2020（2021年）
- 日本代表
  - 2022 FIFAワールドカップ・アジア3次予選（2021年）
  - キリンカップサッカー2022（2022年）
  - 2022 FIFAワールドカップ（2022年）
  - キリンチャレンジカップ2023（2023年）
  - AFCアジアカップ2023（2024年）

### 試合数
- 国際Aマッチ 27試合 8得点（2021年 - ）

| 日本代表 | 国際Aマッチ | 国際Aマッチ |
| 年       | 出場        | 得点        |
| -------- | ----------- | ----------- |
| 2021     | 1           | 0           |
| 2022     | 12          | 5           |
| 2023     | 5           | 2           |
| 2024     | 8           | 1           |
| 2025     | 1           | 0           |
| 通算     | 27          | 8           |

### 出場
| No.  | 開催年月日     | 開催都市         | スタジアム                                   | 対戦国         | 結果         | 監督   | 大会                                   |
| ---- | -------------- | ---------------- | -------------------------------------------- | -------------- | ------------ | ------ | -------------------------------------- |
| 1.   | 2021年11月16日 | マスカット       | スルタン・カーブース・スポーツコンプレックス | オマーン       | ○1-0         | 森保一 | 2022 FIFAワールドカップ・アジア3次予選 |
| 2.   | 2022年3月24日  | シドニー         | スタジアム・オーストラリア                   | オーストラリア | ○2-0         | 森保一 | 2022 FIFAワールドカップ・アジア3次予選 |
| 3.   | 2022年3月29日  | さいたま         | 埼玉スタジアム2002                           | ベトナム       | △1-1         | 森保一 | 2022 FIFAワールドカップ・アジア3次予選 |
| 4.   | 2022年6月2日   | 札幌             | 札幌ドーム                                   | パラグアイ     | ○4-1         | 森保一 | 国際親善試合                           |
| 5.   | 2022年6月6日   | 新宿             | 国立競技場                                   | ブラジル       | ●0-1         | 森保一 | キリンチャレンジカップ2022             |
| 6.   | 2022年6月10日  | 神戸             | ノエビアスタジアム神戸                       | ガーナ         | ○4-1         | 森保一 | キリンカップサッカー2022               |
| 7.   | 2022年6月14日  | 吹田             | パナソニックスタジアム吹田                   | チュニジア     | ●0-3         | 森保一 | キリンカップサッカー2022               |
| 8.   | 2022年9月23日  | デュッセルドルフ | デュッセルドルフ・アレーナ                   | アメリカ合衆国 | ○2-0         | 森保一 | キリンチャレンジカップ2022             |
| 9.   | 2022年9月27日  | デュッセルドルフ | デュッセルドルフ・アレーナ                   | エクアドル     | △0-0         | 森保一 | キリンチャレンジカップ2022             |
| 10.  | 2022年11月23日 | ドーハ           | ハリーファ国際スタジアム                     | ドイツ         | ○2-1         | 森保一 | 2022 FIFAワールドカップ                |
| 11.  | 2022年11月27日 | ライヤーン       | アフメド・ビン＝アリー・スタジアム           | コスタリカ     | ●0-1         | 森保一 | 2022 FIFAワールドカップ                |
| 12.  | 2022年12月1日  | ドーハ           | ハリーファ国際スタジアム                     | スペイン       | ○2-1         | 森保一 | 2022 FIFAワールドカップ                |
| 13.  | 2022年12月5日  | アル＝ワクラ     | アル・ジャヌーブ・スタジアム                 | クロアチア     | △1-1 (PK1-3) | 森保一 | 2022 FIFAワールドカップ                |
| 14.  | 2023年3月24日  | 新宿             | 国立競技場                                   | ウルグアイ     | △1-1         | 森保一 | キリンチャレンジカップ2023             |
| 15.  | 2023年3月28日  | 大阪             | ヨドコウ桜スタジアム                         | コロンビア     | ●1-2         | 森保一 | キリンチャレンジカップ2023             |
| 16.  | 2023年6月15日  | 豊田             | 豊田スタジアム                               | エルサルバドル | ○6-0         | 森保一 | キリンチャレンジカップ2023             |
| 17.  | 2023年6月20日  | 吹田             | パナソニックスタジアム吹田                   | ペルー         | ○4-1         | 森保一 | キリンチャレンジカップ2023             |
| 18.  | 2023年9月9日   | ヴォルフスブルク | フォルクスワーゲン・アレーナ                 | ドイツ         | ○4-1         | 森保一 | 国際親善試合                           |
| 19.  | 2024年1月31日  | ドーハ           | アル・トゥマーマ・スタジアム                 | バーレーン     | ○3-1         | 森保一 | AFCアジアカップ2023                    |
| 20.  | 2024年2月3日   | ライヤーン       | エデュケーション・シティ・スタジアム         | イラン         | ●1-2         | 森保一 | AFCアジアカップ2023                    |
| 21.  | 2024年9月5日   | さいたま         | 埼玉スタジアム2002                           | 中華人民共和国 | ◯7-0         | 森保一 | 2026 FIFAワールドカップ・アジア3次予選 |
| 22.  | 2024年9月10日  | リファー         | バーレーン・ナショナル・スタジアム           | バーレーン     | ○5-0         | 森保一 | 2026 FIFAワールドカップ・アジア3次予選 |
| 23.  | 2024年10月10日 | ジッダ           | キング・アブドゥッラー・スポーツ・シティ     | サウジアラビア | ○2-0         | 森保一 | 2026 FIFAワールドカップ・アジア3次予選 |
| 24． | 2024年10月15日 | さいたま         | 埼玉スタジアム2002                           | オーストラリア | △1-1         | 森保一 | 2026 FIFAワールドカップ・アジア3次予選 |
| 25． | 2024年11月15日 | ジャカルタ       | ゲロラ・ブン・カルノ・スタジアム             | インドネシア   | ○4-0         | 森保一 | 2026 FIFAワールドカップ・アジア3次予選 |
| 26． | 2024年11月19日 | 廈門             | 廈門白鷺体育場                               | 中華人民共和国 | ○3-1         | 森保一 | 2026 FIFAワールドカップ・アジア3次予選 |

### 代表での得点
| No. | 開催日        | 開催都市         | スタジアム                 | 対戦国         | 結果 | 大会                                   |
| --- | ------------- | ---------------- | -------------------------- | -------------- | ---- | -------------------------------------- |
| 1.  | 2022年3月24日 | シドニー         | スタジアム・オーストラリア | オーストラリア | ○2-0 | 2022 FIFAワールドカップ・アジア3次予選 |
| 2.  | 2022年3月24日 | シドニー         | スタジアム・オーストラリア | オーストラリア | ○2-0 | 2022 FIFAワールドカップ・アジア3次予選 |
| 3.  | 2022年6月2日  | 札幌             | 札幌ドーム                 | パラグアイ     | ○4-1 | キリンチャレンジカップ2022             |
| 4.  | 2022年6月10日 | 神戸             | ノエビアスタジアム神戸     | ガーナ         | ○4-1 | キリンカップサッカー2022               |
| 5.  | 2022年9月23日 | デュッセルドルフ | デュッセルドルフ・アレーナ | アメリカ合衆国 | ○2-0 | キリンチャレンジカップ2022             |
| 6.  | 2023年3月28日 | 大阪             | ヨドコウ桜スタジアム       | コロンビア     | ●1-2 | キリンチャレンジカップ2023             |
| 7.  | 2023年6月20日 | 吹田             | パナソニックスタジアム吹田 | ペルー         | ○4-1 | キリンチャレンジカップ2023             |
| 8.  | 2024年9月5日  | さいたま         | 埼玉スタジアム2002         | 中華人民共和国 | ◯7-0 | 2026 FIFAワールドカップ・アジア3次予選 |

## 著書
- 『VISION 夢を叶える逆算思考』（2023年6月、双葉社）ISBN 978-4575318067
- 『サッカードリブル解剖図鑑』（2025年2月、エクスナレッジ）ISBN 978-4767833545

## 出演CM
- 日本コカ・コーラ『アクエリアス』（2021年 - ）
- Rudel inc『ブルーロックproject:world Champion』（2022年 - ）
- サッポロビール『サッポロ生ビール黒ラベル』（2023年 - ）妻夫木聡と共演[110]
- プーマジャパン　(2023年-)
- Google『Google Pixel』（2024年-）
- 全日本空輸 (2024年-)
- ゼロハリバートン（2024年-）